# Henry Lennox
Henry Charles George Gordon-Lennox (2 novembre 1821 – 29 agosto 1886) è stato un politico inglese.

## Biografia
Lennox era il figlio terzogenito di Charles Gordon-Lennox, V duca di Richmond, e di sua moglie lady Caroline, figlia del Feldmaresciallo Henry Paget, I marchese di Anglesey. Era fratello di Charles Gordon-Lennox, VI duca di Richmond, lord Alexander Gordon-Lennox e lord George Gordon-Lennox. Venne educato alla The Prebendal School di Chichester, e poi passò all'Università di Oxford.
Lennox fu eletto alla Camera dei comuni nel 1846 come deputato per il collegio di Chichester, nel Sussex. Rappresentò il collegio fino alle elezioni del 1885, quando si candidò per il collegio di Glasgow Patrick, ma fu sconfitto.
Lennox iniziò la propria carriera politica nelle file dei conservatori tra il 1852 ed il 1876. Fu Junior Lord of the Treasury nel 1852 e tra il 1858 ed il 1859 nel primo governo del Conte di Derby prima di divenire First Secretary of the Admiralty nel 1866 nell'ultimo governo del conte di Derby, incarico che mantenne sino al 1868, ultimo anno sotto la premiership dell'amico fedele Benjamin Disraeli. Secondo John F. Beeler in British naval policy in the Gladstone-Disraeli era, 1866-1880, Lennox agì come una spia per l'allora Cancelliere dello Scacchiere, Disraeli, informandolo sulle intenzioni degli ammiragli.
Prestò servizio nuovamente sotto Disraeli come First Commissioner of Works dal 1874 al 1876 e venne ammesso nel Consiglio Privato di Sua Maestà nel 1874. Venne forzato a dare le proprie dimissioni da First Commissioner of Works dopo delle rivelazioni sul caso Twycross v Grant riguardo alla costruzione delle linee tranviarie di Lisbona, compagnia della quale egli era direttore.
Lennox sposò Amelia Susannah Brooman, vedova di John White, nel 1883, ma la coppia non ebbe figli. Henry Charles George Gordon-Lennox morì nell'agosto del 1886 all'età di 64 anni, mentre sua moglie morì nel febbraio del 1903.

## Ascendenza
|                                                |                                      |                                         | Genitori                                       |  |  | Nonni |  |  | Bisnonni         |  |  | Trisnonni                               |  |
|                                                |                                      |                                         |                                                |  |  |       |  |  | 8. George Lennox |  |  | 16. Charles Lennox, II duca di Richmond |  |
|                                                |                                      |                                         |                                                |  |  |       |  |  | 8. George Lennox |  |  | 16. Charles Lennox, II duca di Richmond |  |
|                                                |                                      | 17. Sarah Cadogan                       |                                                |  |  |       |  |  | 8. George Lennox |  |  |                                         |  |
| 4. Charles Lennox, IV duca di Richmond         |                                      |                                         |                                                |  |  |       |  |  | 8. George Lennox |  |  |                                         |  |
|                                                |                                      | 9. Louisa Kerr                          | 18. William Kerr, IV marchese di Lothian       |  |  |       |  |  |                  |  |  |                                         |  |
|                                                |                                      | 9. Louisa Kerr                          | 18. William Kerr, IV marchese di Lothian       |  |  |       |  |  |                  |  |  |                                         |  |
|                                                |                                      | 9. Louisa Kerr                          | 19. Caroline Darcy                             |  |  |       |  |  |                  |  |  |                                         |  |
| 2. Charles Gordon-Lennox, V duca di Richmond   |                                      | 9. Louisa Kerr                          |                                                |  |  |       |  |  |                  |  |  |                                         |  |
|                                                |                                      | 10. Alexander Gordon, IV duca di Gordon | 20. Cosmo Gordon, III duca di Gordon           |  |  |       |  |  |                  |  |  |                                         |  |
|                                                |                                      | 10. Alexander Gordon, IV duca di Gordon | 20. Cosmo Gordon, III duca di Gordon           |  |  |       |  |  |                  |  |  |                                         |  |
|                                                |                                      | 10. Alexander Gordon, IV duca di Gordon | 21. Catherine Gordon                           |  |  |       |  |  |                  |  |  |                                         |  |
| 5. Charlotte Gordon                            |                                      | 10. Alexander Gordon, IV duca di Gordon |                                                |  |  |       |  |  |                  |  |  |                                         |  |
|                                                |                                      | 11. Jane Maxwell                        | 22. William Maxwell, III baronetto di Monreith |  |  |       |  |  |                  |  |  |                                         |  |
|                                                |                                      | 11. Jane Maxwell                        | 22. William Maxwell, III baronetto di Monreith |  |  |       |  |  |                  |  |  |                                         |  |
|                                                |                                      | 11. Jane Maxwell                        | 23. Magdalena Blair                            |  |  |       |  |  |                  |  |  |                                         |  |
| 1. Henry Gordon-Lennox                         |                                      | 11. Jane Maxwell                        |                                                |  |  |       |  |  |                  |  |  |                                         |  |
|                                                | 12. Henry Paget, I conte di Uxbridge | 24. Nicholas Bayly, II baronetto        |                                                |  |  |       |  |  |                  |  |  |                                         |  |
|                                                | 12. Henry Paget, I conte di Uxbridge | 24. Nicholas Bayly, II baronetto        |                                                |  |  |       |  |  |                  |  |  |                                         |  |
|                                                | 12. Henry Paget, I conte di Uxbridge | 25. Caroline Paget                      |                                                |  |  |       |  |  |                  |  |  |                                         |  |
| 6. Henry William Paget, I marchese di Anglesey | 12. Henry Paget, I conte di Uxbridge |                                         |                                                |  |  |       |  |  |                  |  |  |                                         |  |
|                                                |                                      | 13. Jane Champagné                      | 26. Arthur Champagné                           |  |  |       |  |  |                  |  |  |                                         |  |
|                                                |                                      | 13. Jane Champagné                      | 26. Arthur Champagné                           |  |  |       |  |  |                  |  |  |                                         |  |
|                                                |                                      | 13. Jane Champagné                      | 27. Marianne Hamon                             |  |  |       |  |  |                  |  |  |                                         |  |
| 3. Caroline Paget                              |                                      | 13. Jane Champagné                      |                                                |  |  |       |  |  |                  |  |  |                                         |  |
|                                                |                                      | 14. George Villiers, IV conte di Jersey | 28. William Villiers, III conte di Jersey      |  |  |       |  |  |                  |  |  |                                         |  |
|                                                |                                      | 14. George Villiers, IV conte di Jersey | 28. William Villiers, III conte di Jersey      |  |  |       |  |  |                  |  |  |                                         |  |
|                                                |                                      | 14. George Villiers, IV conte di Jersey | 29. Anne Egerton                               |  |  |       |  |  |                  |  |  |                                         |  |
| 7. Caroline Villiers                           |                                      | 14. George Villiers, IV conte di Jersey |                                                |  |  |       |  |  |                  |  |  |                                         |  |
|                                                |                                      | 15. Frances Twysden                     | 30. Philip Twysden, vescovo di Raphoe          |  |  |       |  |  |                  |  |  |                                         |  |
|                                                |                                      | 15. Frances Twysden                     | 30. Philip Twysden, vescovo di Raphoe          |  |  |       |  |  |                  |  |  |                                         |  |
|                                                |                                      | 15. Frances Twysden                     | 31. Frances Carter                             |  |  |       |  |  |                  |  |  |                                         |  |
|                                                |                                      | 15. Frances Twysden                     |                                                |  |  |       |  |  |                  |  |  |                                         |  |